# Dorcadion ingeae
Dorcadion ingeae är en skalbaggsart som beskrevs av Peks 1993. Dorcadion ingeae ingår i släktet Dorcadion och familjen långhorningar. Inga underarter finns listade i Catalogue of Life.